# Championnat d'Union soviétique de football 1940
Navigation
Saison 1939 Saison 1941
La saison 1940 de Grouppa A est la 5e édition du championnat de première division en Union soviétique. Quatorze clubs sont regroupés au sein d'une poule unique où ils se rencontrent deux fois dans la saison, à domicile et à l'extérieur. En fin de saison, les deux derniers du classement sont relégués et remplacés par les deux meilleurs clubs de deuxième division.
Cette saison voit la victoire du Dinamo Moscou après avoir terminé en tête du classement final, avec 2 points d'avance sur le Dinamo Tbilissi et 5 sur le tenant du titre, le Spartak Moscou. C'est le 3e titre de champion d'URSS de l'histoire du club.
Le club du Lokomotiv Tbilissi est exclu du championnat à quatre journées de la fin.

## Clubs participants
- Promu de deuxième division

| Club                  | Présent depuis | Classement 1939 | Entraîneur                                                                         |
| --------------------- | -------------- | --------------- | ---------------------------------------------------------------------------------- |
| Spartak Moscou        | 1936           | 1er             | Vladimir Gorokhov (en)                                                             |
| Dinamo Tbilissi       | 1936           | 2e              | Mikhaïl Boutoussov (en) Mikhaïl Minaïev (ru)                                       |
| CDKA Moscou           | 1936           | 3e              | Sergueï Boukhteïev (en)                                                            |
| Traktor Stalingrad    | 1938           | 4e              | Iouri Khodotov (ru) (jusqu'en juillet 1940) Mikhaïl Kririllov (après juillet 1940) |
| Lokomotiv Moscou      | 1936           | 5e              | Mikhaïl Souchkov (en)                                                              |
| Metallourg Moscou     | 1937           | 6e              | Gavril Poutiline                                                                   |
| Dinamo Moscou         | 1936           | 7e              | Boris Arkadiev                                                                     |
| Dynamo Kiev           | 1936           | 8e              | Mikhaïl Petchiony (ru)                                                             |
| Torpedo Moscou        | 1938           | 9e              | Konstantin Kvachnine (en)                                                          |
| Dinamo Léningrad      | 1936           | 10e             | Mikhaïl Okoun (ru)                                                                 |
| Zénith Léningrad      | 1938           | 11e             | Piotr Filippov (en)                                                                |
| Stakhanovets Stalino  | 1938           | 12e             | Abram Dangoulov (ru)                                                               |
| Krylia Sovetov Moscou | 1940           | 1er (D2)        | Matveï Goldine                                                                     |
| Lokomotiv Tbilissi    | 1940           | 2e (D2)         | Inconnu                                                                            |

## Compétition

### Classement
Le barème de points servant à établir le classement se décompose ainsi :
- Victoire : 2 points
- Match nul : 1 point
- Défaite : 0 point